# Monk's Gate
Monk's Gate – osada w Anglii, w hrabstwie West Sussex, w dystrykcie Horsham. Leży 41 km na północny wschód od miasta Chichester i 54 km na południe od Londynu.